# Lausanne Covenant
Het Lausanne Covenant is een christelijk manifest dat wereldwijd een grote invloed op de christelijke zending heeft gehad. In 1974 werd het door 2.300 evangelicalen op het Internationale Congres voor Wereldevangelisatie in Lausanne aangenomen; aan deze Zwitserse stad dankt het manifest ook haar naam.
Bij de oorspronkelijke Lausanne-conferentie kwamen op initiatief van de Amerikaanse evangelist Billy Graham 150 christelijke leiders uit de gehele wereld bij elkaar. Het comité dat verantwoordelijk was voor het opstellen van het document stond onder leiding van de Engelse theoloog John Stott. Het document heeft een oecumenische opzet en spreekt de schaamte uit dat het christendom heeft gefaald bij de verspreiding van evangelie van Jezus. Het manifest volgt de geloofsbelijdenis van Nicea. De ondertekenaars geven aan dat zij meer toegewijd willen zijn aan de verspreiding van het christelijk geloof over de wereld.
Het oorspronkelijke document is in het Engels opgesteld en vertaald in ten minste twintig verschillende talen. In 1989 werd het Tweede Internationale Congres voor Wereldevangelisatie (soms aangeduid als Lausanne II) in de Filipijnse hoofdstad Manilla gehouden waar het zogenoemde Manilla Manifest tot stand kwam. In 2010 en 2024 vonden nog twee congressen plaats, respectievelijk in Kaapstad en in Seoul.